# Natasha Fyles
Natasha Fyles, née le 26 mai 1978 à Darwin, est une femme politique australienne.

## Carrière politique
Elle est députée de la circonscription électorale du Nightcliff depuis 2012 et procureure générale du Territoire du Nord de 2016 à 2020.
En 2022, elle est élue sans opposition à la tête du Parti travailliste du Territoire du Nord, dont elle devient la ministre en chef le 13 mai 2022, après le retrait de la vie politique de son prédécesseur, Michael Gunner. Elle subit cependant une vive polémique en décembre de l'année suivante. Celle-ci avait en effet omise de déclarer qu'elle détenait des parts dans la société South32, qui possède notamment une mine de manganèse à Groote Eylandt. Ce manque de transparence est aggravé par la décision de Fyles plus tôt dans l'année de ne pas enquêter sur les risques pour la santé des activités de la mine, provoquant des accusations de conflit d'intérêts,. Le scandale amène Fyles à démissionner le 19 décembre 2023.